# Gran Consiglio (Vaud)
Il Gran consiglio del Canton Vaud (in francese Grand Conseil du canton de Vaud) è il parlamento del Canton Vaud.

## Elezione
L'elezione del Gran Consiglio avviene ogni 4 anni in contemporanea con quella del Consiglio di Stato.